# Warrandyte
Warrandyte ist ein Vorort von Melbourne im australischen Bundesstaat Victoria und liegt ca. 24 km nordöstlich des Stadtkerns von Melbourne. Die Stadt gehört zur Local Government Area Manningham City. Bei der Volkszählung 2016 hatte Warrandyte 5502 Einwohner.
Warrandyte grenzt im Westen an den Mullum Mullum Creek und die Target Road, im Norden an den Yarra River, im Osten an den Jumping Creek und die Anzac Road und im Süden an eine gedachte Linie von der Reynolds Road im Norden von Donvale über Park Orchards nach South Warrandyte.
Warrandyte wurde als eigenständige Siedlung in den einst goldreichen Hügeln östlich von Melbourne gegründet und stellt heute die nordöstliche Grenze des Stadtgebietes von Melbourne dar. 1851 wurde erstmals Gold in der Stadt entdeckt und so führte sie zusammen mit anderen Städten in Victoria, wie Bendigo und Ballarat, den Weg in den victorianischen Goldrausch an. Heute bewahrt Warrandyte das Andenken an seine Vergangenheit in vielen noch existierenden Gebäuden aus der Kolonialzeit und lebt als Zwillingsstadt zusammen mit North Warrandyte an den Ufern des Yarra River fort.
Heute ist der Vorort wegen der Hinwendung ihrer Einwohner zum Umweltschutz bekannt. Regelmäßig gibt es Naturschutzprogramme und große und kleine Grundstücke wurden für den Naturschutz oder ökologische Projekte reserviert. Das Warrandyte-Festival findet jedes Jahr im März statt; eine Parade, Live-Musik, Stände für Lebensmittel und andere Güter, ebenso wie Veranstaltungen für Kinder sind nur einige der Dinge, die man auf dem Festival sehen kann, das eines der letzten von ehrenamtlichen Helfern organisierten Festivals in Victoria ist.

## Namensherkunft
In der Mythologie der Aborigines gibt es eine Sage der Wurundjeri, nach der ein großer Adler, „der allmächtige und stets aufmerksame Erschaffer der Welt“ Bunjil ernannte, der „einst auf seine Leute von Stern Altair schaute und ihr falsches Handeln erkannte.“ Er schleuderte mit einem gewaltigen Donnerschlag einen Stern auf sie herab und zerstörte sie. Wo der Stern aufschlug, entstand eine Schlucht, in der heute der größte Teil der Stadt liegt. Bunjils Leute erinnerten sich an den Ort und nannten ihn Warrandyte, was vermutlich „das, was geworfen wurde“ heißt.

## Geschichte

### Vor der Einwanderung der Europäer
In der Gegend lebten ursprünglich ein oder mehrere Stämme der Wurundjeri, Aborigines der Kulin-Nation, die eine Art von Woiwurrung-Sprache pflegten. Warrandyte war für sie ein wichtiger Ort, weil die Natur dort eine Schlucht geformt hatte, die viele Wurundjeri-Sagen inspirierte, so auch die von Bunjil. Zehntausende Jahre lang bewirtschafteten sie das Land extensiv. Ein Beispiel dafür ist die Tradition, dass benachbarte Clans sich verpflichteten, nicht im Yarra River zu fischen, wenn dessen Fischbestand zu niedrig wurde. Dies gab den Fischen die Möglichkeit, sich von der Fischerei zu erholen, sodass die Menschen keine Art ganz ausrotteten. Dieses Prinzip wurde auch beim Jagen und Sammeln, sowie bei der Nutzung der Bäume, angewandt.

### Die Entdeckung von Gold und seine Ausbeutung

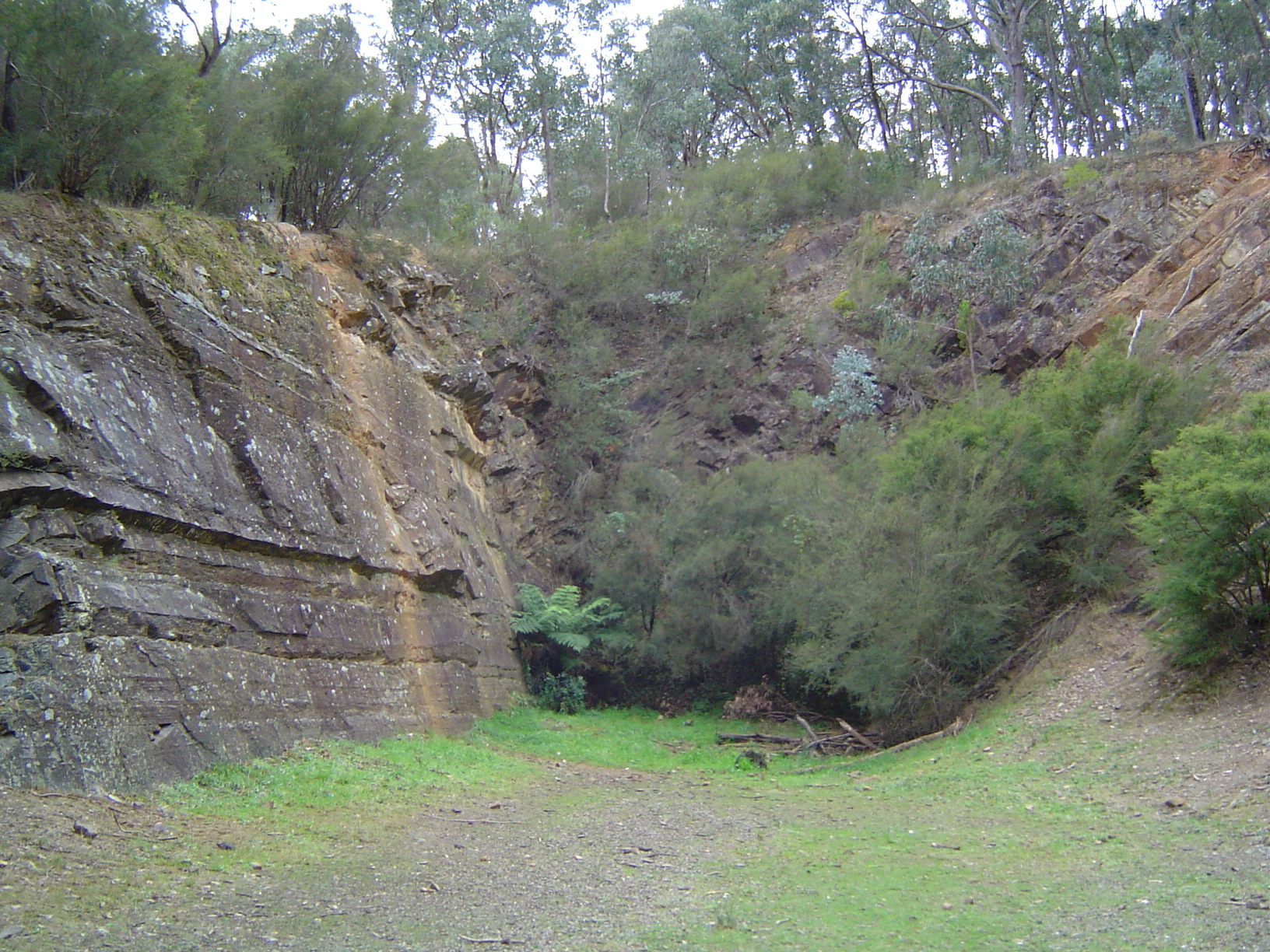
Ein Steinbruch in Warrandyte, der in der Zeit des Goldrausches zur Gewinnung von Bausteinen genutzt wurde

1851 wurde in Victoria erstmals Gold gefunden, und zwar an Andersons Creek in Warrandyte von Louis Michel. Die genaue Fundstelle ist an einem Steinmann am Fourth Hill im Warrandyte State Park zu erkennen. Dies war der Beginn des victorianischen Goldrausches, aber größere Funde in Ballarat und in der Gegend von Bendigo zogen die Prospektoren anfangs dorthin und nicht nach Warrandyte. Zwar gab es auf dem Höhepunkt des Goldrausches einige Goldbergwerke in der Gegend, aber erst Ende des 19. Jahrhunderts, als die Goldadern in den bekannteren Goldfeldern erschöpft waren, wurde die Gegend um Warrandyte intensiver ausgebeutet, besonders um den Fourth Hill und den Whipstick Gully. Einige Bergwerke wurden bis in die 1960er Jahre betrieben. Das erste Postamt in Warrandyte eröffnete am 1. August 1857.
In ganz Warrandyte findet man am Fluss Spuren der Ausbeutung; ein klassisches Beispiel in der Tunnel bei der Pound Bend. Der Fluss wurde in Pound Bend in der Nähe der Normans Reserve im Osten und bei den Bob's Wetlands im Westen teilweise abgedämmt. Später wurde der Fluss am Ein- und Ausgang des neuen Tunnels komplett abgeschottet und durch den 300 m langen Tunnel geleitet, wodurch 3850 m Flussbett bei der Pound Bend trockengelegt wurden und das Gold ausgebeutet werden konnte.

### Künstlerkolonie
Am Ende des 19. Jahrhunderts und Anfang des 20. Jahrhunderts wurde Warrandyte bei den Künstlern Heidelberg-Schule beliebt, die nach Motiven weiter im Hinterland suchten. Dies führte zur Anlage eines Künstlerlagers und einer kleinen Kolonie. Obwohl diese Kolonie nicht so wichtig wie Heidelberg, Montsalvat und Box Hill war, ließen sich doch etliche Maler des australischen Impressionismus, wie z. B. Clara Southern, in Warrandyte nieder. Andere folgten, z. B. Penleigh Boyd und Jo Sweatman.

### Potters’ Cottage
1958 eröffnete eine Gruppe von Töpfern, die nach einer Möglichkeit zur Ausstellung und zum Verkauf ihrer Waren suchten, Potters’ Cottage in einer alten Goldsucherhütte bei der Brücke. Die Gründungsmitglieder waren Artur Halpern, Reg Preston, Phyl Dunn, Gus McLaren und Charles Wilton. Sylvia Halpern, Kate Janeeba und Elsa Ardern schlossen sich der Gruppe 1961 an, nachdem Potters’ Cottage in ein Bauernhaus an der Ecke Jumping Creek Road und der Straße von Warrandyte nach Ringwood umgezogen war. Letztes Mitglied der Gruppe war Peter Laycock, der sich 1969 anschloss. Potters’ Cottage wurde bis 2005 betrieben.

### Die Brücke

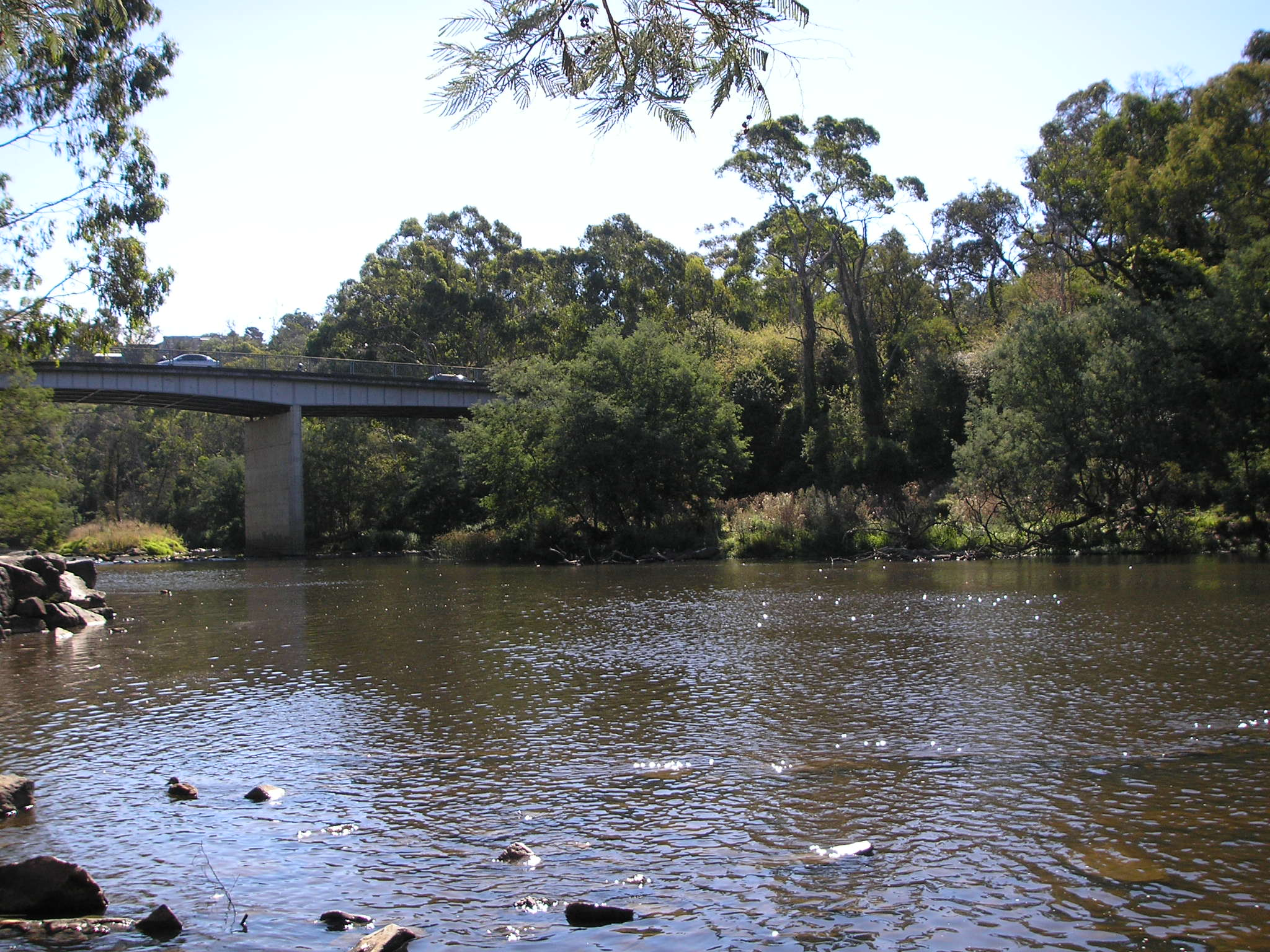
Die Brücke in Warrandyte, erbaut Mitte der 1950er Jahre

In Warrandyte gab es immer einen Flussübergang an der Stelle der heutigen Brücke. Vor dem Bau von Brücken gab es einen Stakkahn, der über den Yarra River nach North Warrandyte übersetzte. Vor dem Bau des Upper Yarra Reservoirs führten heftige Regenfälle zu Fluten, die den Stakkahn von Warrandyte flussabwärts nach Templestowe spülten. Die Einwohner dort nutzten ihn dann ihrerseits, um den Yarra River an der Stelle der heutigen Hängebrücke beim Oddessey House zu überqueren. Die erste Brücke in Warrandyte entstand 1861 nach dringenden Forderungen der Bürger. Den größten Teil der Kosten trug der Staat Victoria, den Rest die Einwohner von Warrandyte und North Warrandyte. Diese Brücke bestand komplett aus in der Gegend eingeschlagenem Holz und lag 8 km östlich der heutigen Brücke. Sie stand 90 Jahre lang bis zum Bau der heutigen Brücke in den 1950er Jahren aus damals in Australien vollkommen neuen Baustoffen – Beton und Stahl.

### Buschfeuer
Große Buschfeuer haben Warrandyte immer überzogen und 1939 war die Stadt das Zentrum der Buschfeuer am schwarzen Freitag, in deren Verlauf 71 Menschen zu Tode kamen. Viele Beispiele kolonialer Architektur wurden durch Buschfeuer zerstört, aber es gibt noch eine Reihe originaler Gebäude aus dieser Zeit. Kürzlich legte die Feuerwehr von Warrandyte Zonen für Gegenfeuer an, um möglichen Waldbränden in der Saison die Nahrung zu nehmen, was die Stadt auf ein solches Feuer gut vorbereitet hat. Die Einwohner von Warrandyte sind sich der Gefahr stets bewusst und die meisten kennen sich mit Evakuierungsplänen und Gegenmaßnahmen gut aus. Die Buschfeuer am schwarzen Samstag 2009 in Kinglake waren nur 15 Minuten von North Warrandyte entfernt. Die bekanntesten Buschfeuer, die Warrandyte überzogen, waren:
- 6. Februar 1851: Buschfeuer am schwarzen Donnerstag
- 13. Januar 1939: Buschfeuer am schwarzen Freitag
- 14.–16. Januar 1962

## Lage

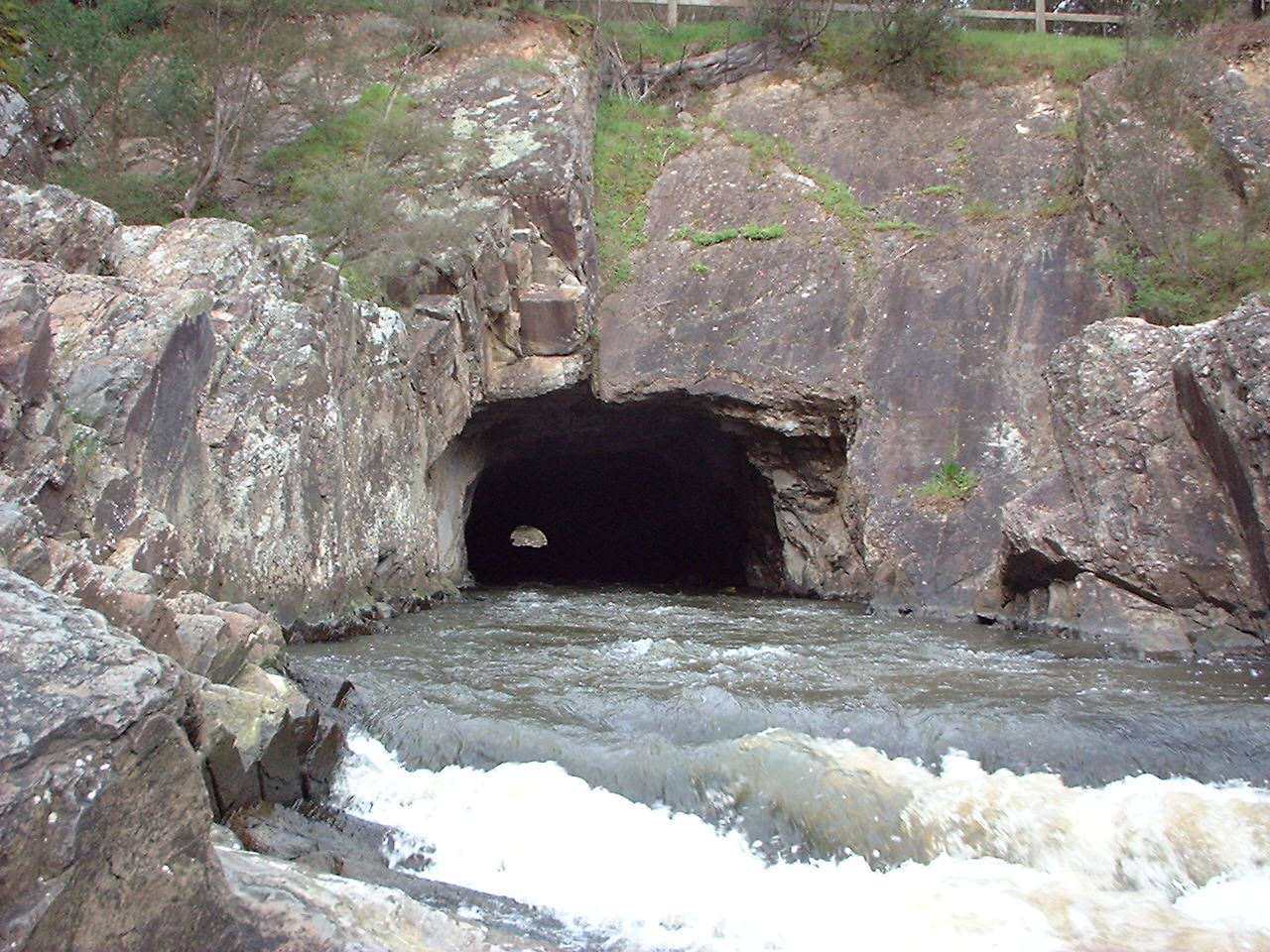
Tunnel am Pound Bend, der von den Goldgräbern in der Zeit des victorianischen Goldrausches zur Umleitung des Yarra Rivers gebaut wurde

Warrandyte liegt am Südufer des Yarra River. Der Fluss und die Hügel rund um die Stadt waren einst reich an Gold. Die Ruinen der Bergwerke und Tunnel sind im ganzen Warrandyte State Park und auch an anderen Stellen zu finden. Das Stadtzentrum liegt in einer Schlucht des Flusses, der ganze Vorort erstreckt sich aber auch über andere Gebiete und kann, wie folgt, aufgeteilt werden:

### Warrandyte Mitte & Yarra River
Warrandyte Mitte besteht aus der Hauptstraße nach Ringwood, der nach Heidelberg (Yarra Street), Pound Bend und dem Südufer des Yarra River. Dieses Gebiet wird auch manchmal Town genannt, im Gegensatz zu den südlich und westlich anschließenden Vororten.

### Andersons Creek
Der Andersons Creek fließt durch die Nachbarstädte South Warrandyte und Warranwood und mündet kurz vor der Pound Bend in den Yarra River. In dieser Gegend kommen einige Schluchten zusammen und bilden eine Senke, die von Fourth Hill im Osten und den Hügeln am Ostufer des Mullum Mullum Creek im Westen begrenzt wird. Dies wird deutlich, wenn auf der Straße nach Heidelberg durch Warrandyte fährt, die die Hügel hinunter zum Andersons Creek führt.

### Ostufer des Mullum Mullum Creek
Am Ostufer des Mullum Mullum Creek fanden sich ausgedehnte Streuobstwiesen, die vom benachbarten East Doncaster herüberziehen. Daher wurde der größte Teil der ursprünglichen Vegetation abgeholzt. Heute bedeckt Wohnbebauung das Land, weil die Bauvorschriften eine Aufteilung in größere Baugrundstücke gestattete. Weiter südlich liegt Aumann's Orchard, eine der noch existierenden Streuobstwiesen in der Gegend.
Große Gebiete um Warrandyte werden von Parks Victoria verwaltet oder sind in Privatbesitz, wie die Longridge Farm. Dort finden sich dichte, artenreiche Eukalyptuswälder.
Folgende Wasserläufe verlaufen durch Warrandyte oder grenzen an die Stadt:
- Yarra River
- Jumping Creek
- Parson Gully
- Mullum Mullum Creek
- Andersons Creek

Weitere geografische Sehenswürdigkeiten in Warrandyte sind:
- Harris Gully
- Beauty Gully
- Fourth Hill
- Pound Bend
- Pound Bend Tunnel
- The Island
- Black Flat
- Whipstick Gully
- Specimen Gully

## Ökologie
Im 19. Jahrhundert wurde fast die gesamte natürliche Vegetation in der Gegend abgeholzt, meist für landwirtschaftliche, Bau- oder Bergwerkszwecke. Die Gefahr der Waldbrände, die jeweils wichtige Teile oder auch die ganze Stadt zerstört haben, die große Entfernung vom Stadtzentrum von Melbourne und später die Anlage des Grüngürtels schränkten die urbane Entwicklung in Warrandyte im 20. Jahrhundert ein. So konnte sich die natürliche Vegetation erholen. Was heute davon zu sehen ist, ist alles Ende des 19. Jahrhunderts und Anfang des 20. Jahrhunderts wiederentstanden.

## Verkehr

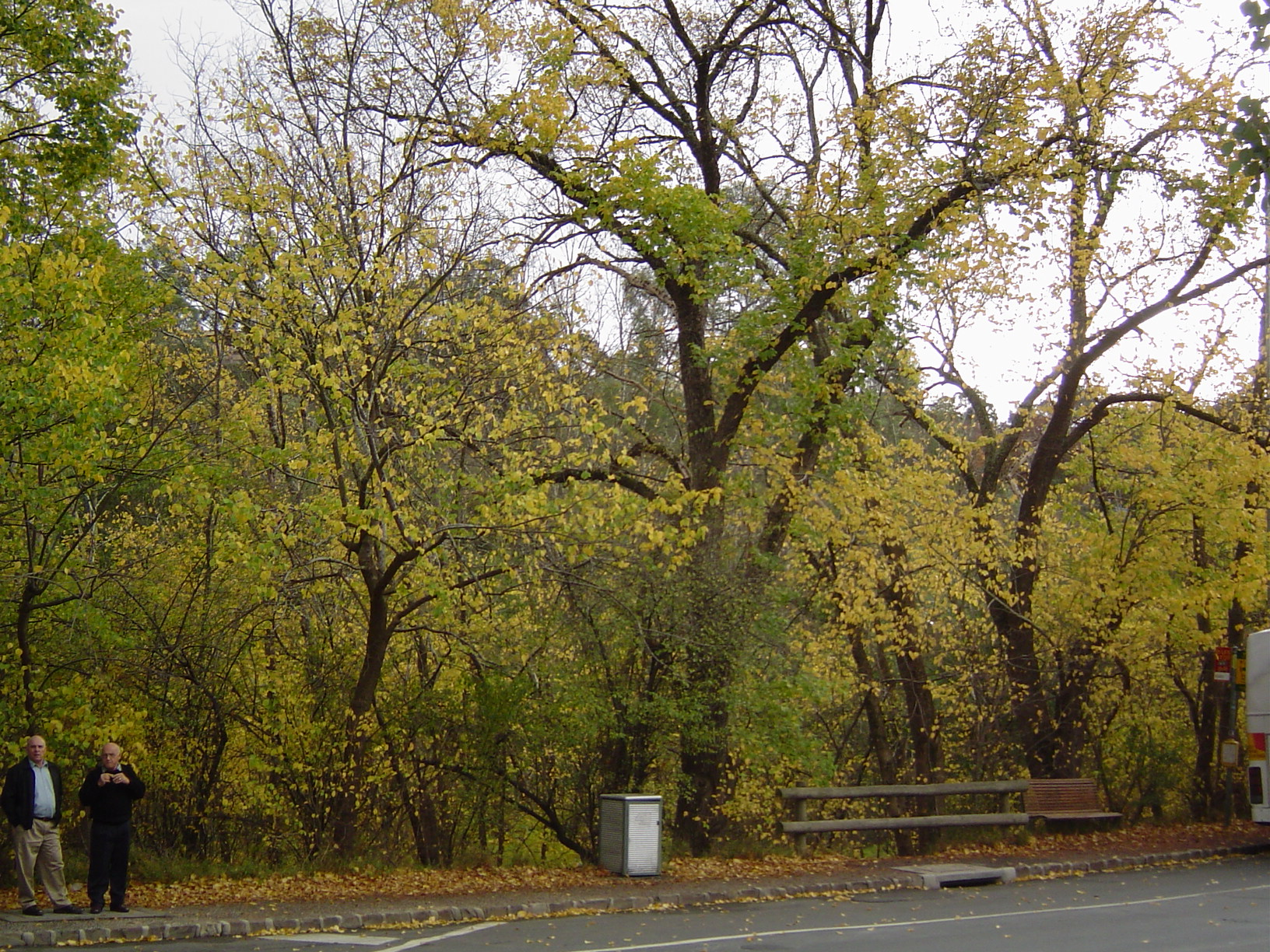
Angepflanzte Bäume an der Hauptstraße in Warrandyte im Herbst

Der Verkehr in Warrandyte wird hauptsächlich mit privaten Autos abgewickelt, es gibt aber auch öffentliche Buslinien, die von der Ventura-(früher National)-Busgesellschaft betrieben werden. Die Linien 906 und 364 fahren auf der Straße nach Ringwood und die Linien 201, 305, 308, 155, 156, 159, 578 und 579 auf der Straße nach Heidelberg (Yarra Street). An der Yarrabrücke halten die Linien 155, 156, 159, 201, 304, 305 308. Beide Straßen führen in die Vororte von Warrandyte. Der meiste Verkehr durch Warrandyte führt in die Nachbarorte East Doncaster, Wonga Park, North Warrandyte und Park Orchards, aber auch zu weiter entfernten Vororten Melbournes.
Der Stoßverkehr führt immer entlang der Hauptstraßen in den Westen und Süden von Warrandyte oder zum Eastern Freeway.
Die Hauptstraßen von Warrandyte sind:
- Reynolds Road
- Tindals Road
- Beauty Gully Road
- Harris Gully Road
- Gold Memorial Road
- Pound Road
- Webb Street
- Jumping Creek Road
- Yarra Street

## Gemeindeeinrichtungen

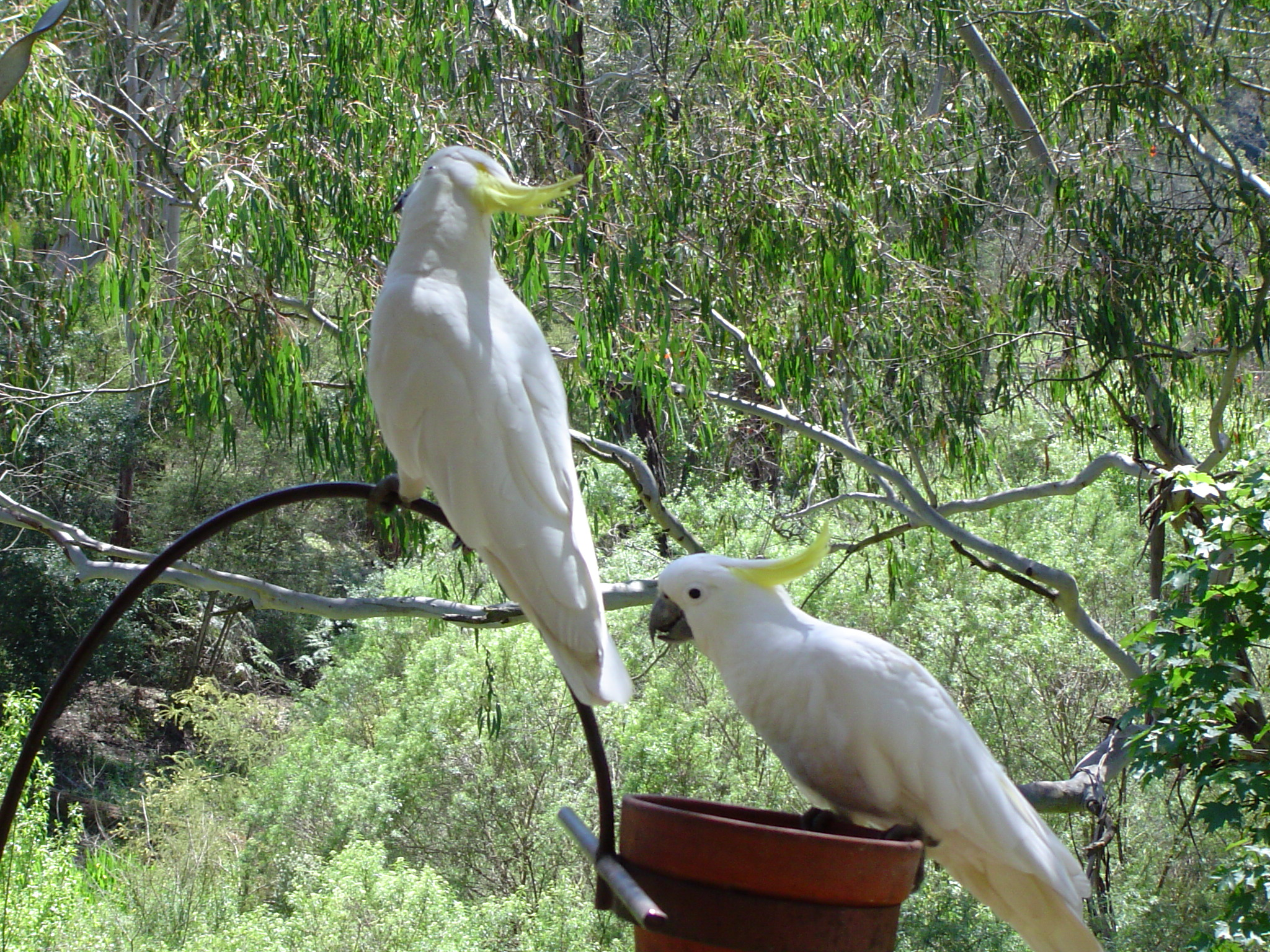
Kakadus im ‘’Stonehouse Café’’ in Warrandyte

In Warrandyte gibt es ein Postamt, Tennisplätze, ein Gemeindezentrum, RSL, verschiedene Garni-Hotels, Restaurants, eine Polizeistation, ein Feuerwehrhaus, zwei Kindergärten, zwei Sportplätze (Football und Cricket), die Warrandyte Community Church, Kirchen der Anglikaner und der Uniting Church, der Friedhof am Andersons Creek, eine Abteilung der Pfadfinder, Kanuslips, ein Skatepark, Kinderkrippen, Teehäuser und das Crystal Brook Holiday Centre.
Schulen in Warrandyte:
- Warrandyte High School
- Andersons Creek Primary School
- Warrandyte Primary School

Ladengeschäfte in Warrandyte:
- Goldfields Plaza

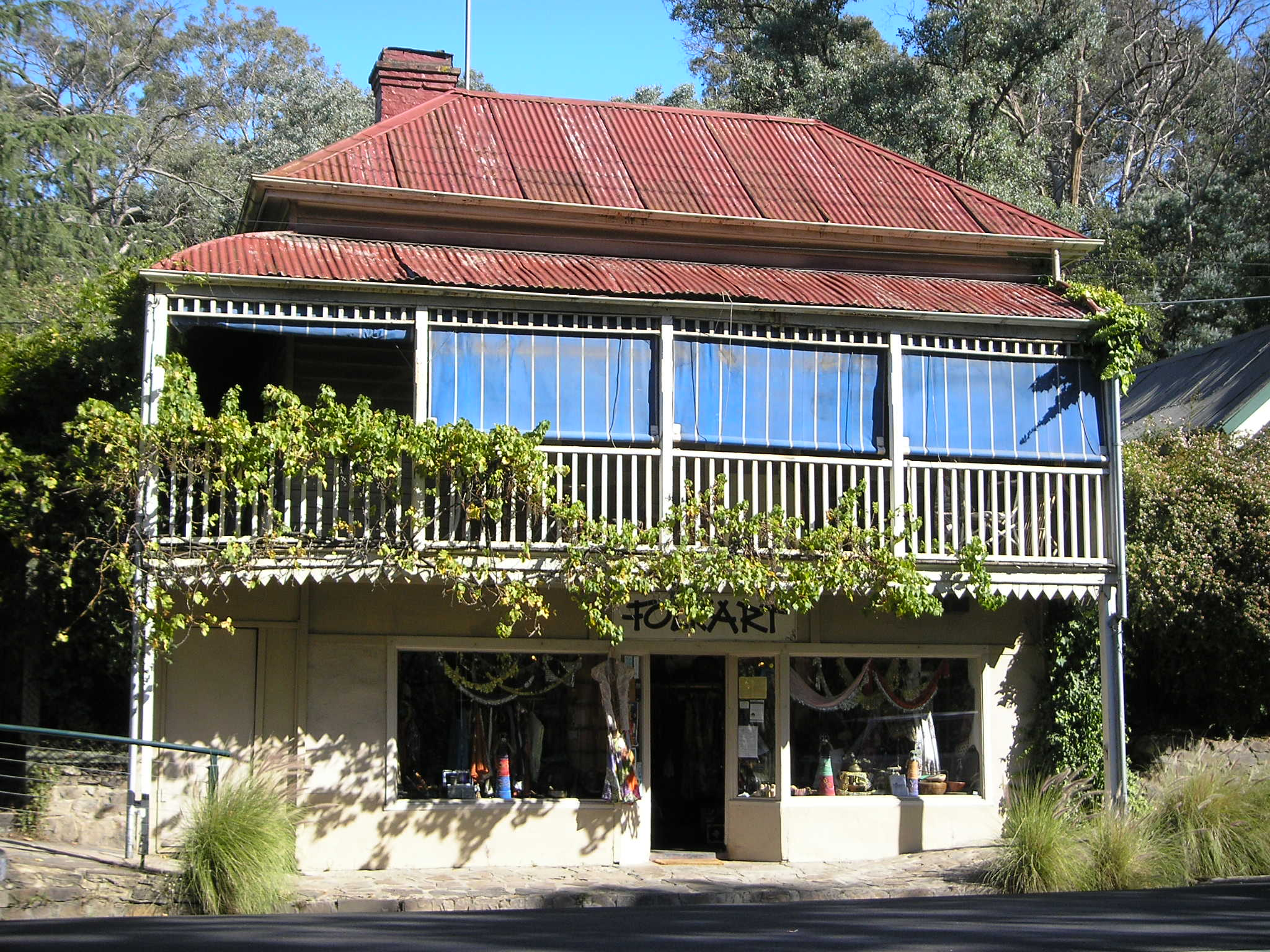
Ein altes viktorianisches Haus aus dem Ende des 19. Jahrhunderts in der Yarra Street, das in ein Ladengeschäft umgebaut wurde

- Ladengeschäfte auf beiden Seiten der Hauptstraßen und um die Brücke

## Parks & Erholung
Viele Leute, die außerhalb Warrandyte wohnen, kommen in die Stadt, um, genauso wie die Einwohner, verschiedene Freizeitaktivitäten auszuüben. Z. B. sind dies Wandern, Radfahren, Mountainbikefahren, Tennis, Basketball, Football, Cricket, Schwimmen im Yarra River, Kanu- und Kajakfahren, Skateboardfahren, Querfeldeinwandern etc.
Parks, Gärten und Erholungsgebiete in Warrandyte sind:
- Warrandyte State Park (einschließlich Pound Bend, Fourth Hill, Black Flat, Mount Lofty u. a.)
- Pound Bend Reserve
- Stiggants Reserve
- Warrandyte Reserve/Taroona Reserve (Standort des Warrandyte Cricket Clubs, der 1855 gegründet wurde und viertälteste in ganz Victoria ist, des Warrandyte The Bloods Football Clubs, der in der Eastern Football League spielt[5], des Warrandyte Junior Football Clubs und des Warrandyte Netball Clubs)
- Longridge Farm
- Alexander Reserve
- Currawong Bush Park (Umweltzentrum & Wildpark)
- Wildflower Reserve
- Andersons Creek Streamside Reserve